# ويليام هنري شامبرلن (فيلسوف)
ويليام هنري شامبرلن الابن (بالإنجليزية: William Henry Chamberlin)‏ (12 فبراير 1870-9 مايو 1921) هو فيلسوف ولاهوتي ومربّ أمريكي من المورمون. عملت تعاليمه وكتاباته على التوفيق بين المورمونية ونظرية التطور. درّس الفلسفة واللغات القديمة بالإضافة إلى العلوم والرياضيات في العديد من منشآت قديسي الأيام الأخيرة (إل دي إس) منها جامعة بريغام يونغ في بدايات القرن العشرين. كان واحدًا من أربعة مدرسين في جامعة بريغام يونغ ممن أثار تدريسهم للتطور ومحاولاتهم للتوفيق بينه وبين الفكر المورموني، على الرغم من شعبيتهم الكبيرة بين الطلاب، الجدل بين مسؤولي الجامعة ومجتمع قديسي الأيام الأخيرة. أُطلق على شامبرلن «أول فيلسوف ولاهوتي مدرّب في الديانة المورمونية».

## سيرة حياته

### النشأة
ولد ويليام شامبرلن في مدينة سولت ليك، يوتا في 12 فبراير 1870 لوالديه ويليام هنري شامبرلن وإليزا فرانسيس براون شامبرلن. كان ويليام الابن أكبر إخوته بين اثني عشر طفلًا. أظهر اهتمامًا مبكرًا بعلم النبات والجيولوجيا والرياضيات. أصبح شقيقه رالف فاري شامبرلن عالمًا بيولوجيًا مشهورًا وغرق في جدال مع ويليام في وقت لاحق بشأن تدريس التطور. في 28 سبتمبر 1892، تزوج شامبرلن من أميليا تيلي كانون، ابنة الرئيس جورج كيو كانون، المستشار الأول في الرئاسة الأولى (كنيسة قديسي الأيام الأخيرة). أنجب ويليام وأميليا ستة أطفال: ماكس كانون وهستر ومارثا وبول وفرانسيس ولوك.

### بعثته ومهنته الباكرة
قسّم شامبرلن مهنته المبكرة بين التدريس والدراسة والعمل لإعالة أسرته. درّس في المدارس العامة بين عامي 1889-1891، ودرّس الرياضيات والجيولوجيا وعلم الفلك في جامعة قديسي الأيام الأخيرة بين عامي 1891 و1897. وحصل أخيرًا على بكالوريوس في العلوم من جامعة يوتا عام 1896. بين عامي 1897 و1900، عمل مع بعثة في جزر الجمعية في جنوب المحيط الهادئ حيث ترجم كتاب المورمون إلى اللغة التاهيتية ضمن نشاطه التبشيري، وأصبح رئيسًا للبعثة، والكاهن الأعلى للكنيسة. في مطلع القرن، تبرع بمجموعة كبيرة من السراخس من يوتا وجنوب المحيط الهادئ إلى متحف التاريخ الطبيعي التابع لجامعة يوتا. بين عامي 1900 و1904، درّس العلوم واللاهوت في كلية بريغام يونغ، حيث شغل منصب رئيس قسم الجيولوجيا والمعادن.

### فلسفته وسنواته في بريغام يونغ
في عام 1901، بدأ شامبرلن بدراسة الفلسفة في جامعة شيكاغو. على مدى سنوات عدة درس الفلسفة مع العديد من المفكرين البارزين، منهم جورج هاويسون في جامعة كاليفورنيا (بركلي) وجوزيه رويس في جامعة هارفارد. نال الماجستير من جامعة شيكاغو عام 1906.
في عام 1909، عين الرئيس جورج إتش. بريمهول ويليام شامبرلن في جامعة بريغام يونغ ضمن المجهود المبذول لزيادة الجودة الأكاديمية لجامعته. قبل ذلك بعامين، عيّن بريمهول الأخوين جوزيف وهنري بيترسون، أساتذة علم النفس والتربية، بالإضافة إلى العالم البيولوجي رالف شقيق شامبرلن، عالم الأحياء. درّس ويليام شامبرلن الفلسفة واللغات القديمة. سعى الإخوة شامبرلن وبيترسون -كونهم مورمونيين متدينين- بنشاط إلى زيادة الجو الفكري للجامعة والمجتمع، وتيسير المناقشة والمناظرات حول التطور والكتاب المقدس، وسعوا إلى نقل أن الأفكار التطورية وعلم اللاهوت المورموني لا يقصي أحدهما الآخر، بل يكملان بعضهما. كانت دورات المدربين الأربعة مشهورة بين الطلاب والكليات الأخرى، لكن اتهم مسؤولو الجامعة والكنيسة الأساتذة بتعزيز الآراء الهرطقية، وفي عام 1911 عرضوا على الإخوة بيترسون ورالف شامبرلن اتخاذ الخيار بين: تغيير تعاليمهم أو خسارة وظائفهم. أثار هذا الأمر الكثير من الجدل في الكلية والمجتمع المحيط بها. دعم طلاب جامعة بريغام يونغ الأساتذة دعمًا قويًا، وقُدمت عريضة تأييد موقعة من ثمانين بالمئة من الطلاب على الأقل إلى مسؤولي جامعة بريغام يونغ، وأعيدت طباعتها في سولت ليك تريبيون، أكبر صحيفة علمانية في مدينة سولت ليك. لم يتلقَ ويليام شامبرلن نفس الإنذار، ولكن بعد فترة وجيزة من الاتهامات نشر مقالًا بعنوان «نظرية التطور كمساعدة للإيمان بالله والإيمان بالقيامة» في صحيفة جامعة بريغام يونغ الطلابية، التي كتب محرروها من الطلاب «ستعود قراءته العميقة بالنفع على كل طالب». غادر الإخوة بيترسون ورالف شامبرلن الجامعة في عام 1911، في حين بقي ويليام لخمس سنوات أخرى، واستقال في عام 1916.

### سنواته اللاحقة
في عام 1917، بدأ شامبرلن بدراسة الدكتوراه مع الفيلسوف رالف بارتون بيري من جامعة هارفارد، لكنه غادر بعد عام واحد نظرًا إلى معاناته من تدهور الصحة والمشاكل المالية. درّس الفلسفة في جامعة يوتا بين عامي 1917 و1920، ثم درّس في كلية الزراعة في جامعة ولاية يوتا حتى وفاته.
توفي شامبرلن في لوغان، يوتا عقب إصابته بالإنفلونزا في 9 مايو 1921، عن عمر ناهز واحدًا وخمسين عامًا.